# Triángulo ideal

Tres triángulos ideales en un disco de Poincaré creando un pentágono ideal

Dos triángulos ideales en un modelo de semiplano de Poincaré

En geometría hiperbólica un triángulo ideal es aquel triángulo hiperbólico cuyos tres vértices son todos puntos ideales. Los triángulos ideales también se denominan a veces "triángulos triplemente asintóticos" o "triángulos triplemente asintóticos". Los vértices a veces se denominan vértices ideales. Todos los triángulos ideales son congruentes entre sí.

## Propiedades
Los triángulos ideales tienen las siguientes propiedades:
- Todos los triángulos ideales son congruentes entre sí.
- Los ángulos interiores de un triángulo ideal son todos cero.
- Un triángulo ideal tiene perímetro infinito.
- Un triángulo ideal es el triángulo más grande posible en geometría hiperbólica.

En el plano hiperbólico estándar (una superficie donde la constante de la curvatura de Gauss es −1) también se tienen las siguientes propiedades:
- Todo triángulo ideal tiene área π.[1]

### Distancias en un triángulo ideal

Dimensiones relacionadas con un triángulo ideal y su incírculo, representadas en el modelo de Beltrami-Klein (izquierda) y el disco de Poincaré (derecha)

- La circunferencia inscrita en un triángulo ideal tiene radio

{\displaystyle r=\ln {\sqrt {3}}={\frac {1}{2}}\ln 3=\operatorname {artanh} {\frac {1}{2}}=2\operatorname {artanh} (2-{\sqrt {3}})=}
{\displaystyle =\operatorname {arsinh} {\frac {1}{3}}{\sqrt {3}}=\operatorname {arcosh} {\frac {2}{3}}{\sqrt {3}}\approx 0.549}.
La distancia desde cualquier punto del triángulo al lado más cercano del triángulo es menor o igual que el radio r anterior, con igualdad solo para el centro del círculo inscrito.
- La circunferencia inscrita se encuentra con el triángulo en tres puntos de tangencia, formando un triángulo de contacto equilátero de lado {\displaystyle d=\ln \left({\frac {{\sqrt {5}}+1}{{\sqrt {5}}-1}}\right)=2\ln \varphi \approx 0.962}[2] donde {\displaystyle \varphi ={\frac {1+{\sqrt {5}}}{2}}} es el número áureo.

Un círculo con radio d alrededor de un punto dentro del triángulo se encontrará o cortará al menos dos lados del triángulo.
- La distancia de cualquier punto de un lado del triángulo a otro lado del triángulo es igual o menor que {\displaystyle a=\ln \left(1+{\sqrt {2}}\right)\approx 0.881}, con igualdad solo para los puntos de tangencia descritos anteriormente.

a es también la altura del triángulo de Schweikart.
Si la curvatura es −K en todas partes en lugar de −1, las áreas anteriores deben multiplicarse por 1/K y las longitudes y distancias deben multiplicarse por 1/√K.

## Condición de triángulo delgado

La condición de triángulo δ-delgado utilizada en el espacio δ-hiperbólico

Debido a que el triángulo ideal es el triángulo más grande posible en geometría hiperbólica, las medidas anteriores son las máximas posibles para cualquier triángulo hiperbólico. Este hecho es importante en el estudio del espacio δ-hiperbólico.

## Modelos
En el disco de Poincaré del plano hiperbólico, un triángulo ideal está delimitado por tres círculos que intersecan el círculo límite en ángulos rectos.
En el modelo del semiplano de Poincaré, un triángulo ideal se modela mediante un arbelos, la figura formada por tres semicírculos tangentes entre sí.
En el modelo de Beltrami-Klein del plano hiperbólico, un triángulo ideal se representa mediante un triángulo euclidiano que es circunscrito por el círculo límite. Debe tenerse en cuenta que en el modelo de Beltrami-Klein, los ángulos en los vértices de un triángulo ideal no son cero, porque el modelo de Beltrami-Klein, a diferencia de los modelos de disco y semiplano de Poincaré, no es conforme, es decir, no conserva los ángulos.

## Grupo real del triángulo ideal
| El grupo triangular ideal (∞ ) | Otro teselado ideal |

El grupo triangular ideal real es el grupo de reflexión generado por las reflexiones del plano hiperbólico a través de los lados de un triángulo ideal. Algebraicamente, es isomorfo al producto libre de grupos de tres grupos de orden dos (Schwartz 2001).